# ضد قارچ
داروهای ضد قارچ یا داروهای پادقارچ (به انگلیسی: Antifungal) به داروهای قارچ‌کشی که برای درمان یا پیشگیری از عفونت‌های قارچی همچون پای ورزشکاران، درماتوفیتوز و کاندیدیاز استفاده می‌شوند؛ گفته می‌شود. چنین داروهایی معمولاً با تجویز پزشک به دست می‌آیند، اما تعداد کمی از آنها بدون نسخه نیز عرضه می‌شوند.